# Joszifovo
Joszifovo (macedónul: Јосифово) település Észak-Macedóniában, a Délkeleti körzetben, a Valandovói járásban.

## Népesség
| Lakosok száma | 865  | 905  | 951  | 1199 | 1552 | 1733 | 1721 | 1730 | 1651 |
|               | 1948 | 1953 | 1961 | 1971 | 1981 | 1991 | 1994 | 2002 | 2021 |

2002-ben 1 730 lakosa volt, akik közül 1 266 macedón (73,18%), 274 török és 174 szerb.